# Sympherta fucata
Sympherta fucata är en stekelart som först beskrevs av Cresson 1868.  Sympherta fucata ingår i släktet Sympherta och familjen brokparasitsteklar. Utöver nominatformen finns också underarten S. f. nigropleuralis.